# Sœurs de Saint-Joseph de Chambéry
Les Sœurs de Saint-Joseph de Chambéry sont une congrégation religieuse féminine enseignante de droit pontifical faisant partie de la fédération italienne des sœurs de Saint Joseph.

## Histoire
Le 2 septembre 1812, à la demande d'Irénée-Yves Dessolle (1744-1824), évêque de Chambéry, sœur Suzanne Marcoux de saint Jean (1785-1855) et une autre sœur de la congrégation des Sœurs de Saint Joseph de Lyon ouvrent une maison à Aix-les-Bains en Savoie. La communauté grandit et se répand rapidement sur le territoire, ouvrant des maisons et des écoles.
Après la chute de Napoléon Ier, la Savoie devient une partie du royaume de Sardaigne  et les relations entre la maison-mère de Lyon et les branches savoyardes sont difficiles, les aspirantes ne peuvent se rendre au noviciat en France. En 1817, la branche de Chambéry devient autonome de l'institut de Lyon et la mère Marcoux, considérée comme la fondatrice de la congrégation, est élue supérieure générale.
Les Sœurs de Saint Joseph de Chambéry donnent naissance aux Sœurs de Saint Joseph de Turin (1821), de Saint Joseph de Saint Jean de Maurienne (1822), de Saint Joseph de Moutiers et de Saint Joseph de Pignerol (1825). Elles obtiennent la reconnaissance civile des autorités françaises en 1866, leurs constitutions religieuses sont provisoirement approuvées par le Saint-Siège en 1857 puis définitivement en 1875.
Au milieu du XIXe siècle, elles répondent aux nombreux appels missionnaires. Le Danemark (1856) où elles sont les premières religieuses depuis la Réforme, la Suède (1862), la Norvège (1865), le Brésil (1858) et les États-Unis (1885). En 1966, elle forme la fédération italienne des sœurs de Saint Joseph avec Aoste, Coni, Pignerol, Turin, Novare et Suse (ces deux derniers fusionnent avec Turin en 2006). Les Sœurs de Saint Joseph de Pignerol fusionnent avec Chambéry le 1er mai 2021.
Une sœur de cette congrégation, Marie-Théodore Voiron (1835-1925), est reconnue vénérable le 18 février 1989 par Jean-Paul II.

## Fusion
Plusieurs instituts ont fusionné avec les Sœurs de Saint-Joseph de Chambéry dont les Sœurs de Saint Joseph de Moutiers, les Sœurs de Saint Jean de Maurienne et les Sœurs de Pignerol qui étaient issus des Sœurs de Chambéry.
- 1876 : Les Sœurs de Saint Joseph de Rome fondées par les Sœurs de Saint Joseph de Turin[8].
- 1953 : Les Sœurs de Saint Joseph de Moutiers[2].
- 1954 : les Sœurs de Saint-Joseph dites de la Sainte-Famille fondées en 1839 à Vagnas (Ardèche) par le Père Pierre Coste (1802-1873) curé du village, et sa sœur Ezéréide (1813-1871), en religion sœur Marie, en adoptant les constitutions des sœurs de Saint-Joseph des Vans. La maison-mère est transférée à Montpellier en 1947[2].
- 1957 : Les Sœurs de Saint-Joseph de Saint-Jean-de-Maurienne[2]. Le 4 juin 1822, sœur Sophie et deux autres religieuses arrivent pour s'occuper des malades de l'hôpital de Saint-Jean-de-Maurienne. Une école gratuite est ouverte en 1824 pour les filles pauvres. En 1825, le diocèse de Maurienne est rétabli ; Alexis Billiet en devient le nouvel évêque. Avant sa nomination, il était vicaire général et supérieur du grand séminaire de Chambéry. Il connaît donc bien les sœurs et comprend qu'elles pourront l'aider en particulier dans l'éducation des jeunes filles. Il demande au roi Charles-Félix l'approbation de l'établissement des sœurs à Saint-Jean-de-Maurienne, ce qui est accordé par lettres patentes du 18 avril 1827. Elles s'installent dans un nouveau couvent le 23 décembre 1828[9].
- 2014 : Les Sœurs de Notre Dame de la Croix fondées le 6 novembre 1832 à Murinais par Adélaïde de Murinais (1803-1857) pour l'enseignement des petites filles et le soin des malades. Mlle de Murinais envoie d'abord les trois premières sœurs se former à la vie religieuse et comme institutrices chez les Sœurs de Chambery. Le 2 juillet 1834, elles prononcent leurs vœux religieux dans l'église paroissiale de Murinais. L'institut est reconnu de droit diocésain le 20 août 1842 par Philibert de Bruillard, évêque de Grenoble[10]. Elles intègrent la congrégation de Saint-Joseph de Chambéry en 2014[11].
- 2021 : Les Sœurs de Saint-Joseph de Pignerol. Élu évêque de Pignerol en 1824, Pierre-Joseph Rey (1770-1842) désire introduire dans le diocèse de Pignerol les sœurs de Saint-Joseph qu'il a connu alors qu'il était prêtre à Chambéry. Le 8 novembre 1825, les trois premières sœurs arrivent de Savoie (Pélagie Bonnet, Fébronie Devarnaz et Espérance Vaudey, nommée supérieure). Dès le mois de décembre suivant, elles ouvrent une école pour les filles pauvres. La communauté se développe rapidement, devient indépendante de la maison-mère, et obtient le 10 octobre 1828 la reconnaissance civile par décret de Charles-Félix de Savoie[12]. Lorsque Rey est nommé évêque d'Annecy en 1832, il fait venir des sœurs de Pignerol qui deviennent autonome sous le nom de sœurs de Saint Joseph d'Annecy. Les sœurs se répandent rapidement dans tout le Piémont et, à partir de 1892, dans d'autres régions italiennes (Vénétie, Ligurie, Campanie, Basilicate) ; la première maison à l'étranger est ouverte en 1952 en Argentine. L'institut reçoit le décret de louange le 29 avril 1948[13]. En 1966, elle forme la fédération italienne des sœurs de Saint-Joseph[5]. La congrégation pour les religieux approuve ses constitutions le 25 décembre 1982[13]. Elles fusionnent avec Chambéry le 1er mai 2021[6].

## Activités et diffusion
Les Sœurs de Saint Joseph de Chambéry se vouent à l'enseignement, aux foyers universitaires et se consacrent à diverses formes d'apostolat.
Elles sont présentes en,:
- Europe : France, Belgique, Danemark, Irlande, Italie, Norvège, Suède.
- Amérique : Argentine, Bolivie, Brésil, États-Unis.
- Afrique : Mozambique, Tanzanie.
- Asie : Inde, Pakistan.

La maison généralice est à Rome.
En 2017, la congrégation comptait 1493 sœurs dans 294 maisons.